# Aubermesnil-Beaumais

Aubermesnil-Beaumais este o comună în departamentul Seine-Maritime, Franța. În 1 ianuarie 2022 avea o populație de 524 de locuitori.